# Contea di Ludian
La contea di Ludian (鲁甸县S, Lǔdiàn XiànP) è una contea della Cina, situata nella provincia di Yunnan e amministrata dalla prefettura di Zhaotong.